# Zouhair Maghzaoui
Zouhair Maghzaoui (arabe : زهير المغزاوي), né en 1965, est un homme politique tunisien qui occupe le poste de secrétaire général du Mouvement du peuple depuis le 7 juillet 2013.

## Biographie
Zouhair Maghzaoui fait partie des figures politiques connues du panarabisme et du mouvement nationaliste nassériste en Tunisie.
Membre du Mouvement du peuple, il succède à Mohamed Brahmi, démissionnaire au poste de secrétaire général du mouvement.
Lors des élections législatives de 2014, il est investi par son mouvement comme tête de liste dans la circonscription de Kébili, où il obtient un siège à l'Assemblée des représentants du peuple avec 8 489 suffrages. Il rejoint alors la commission de la jeunesse, des affaires culturelles, de l'éducation et de la recherche scientifique. Lors des élections législatives de 2019, il est réélu député de la même circonscription.
Connu par ses positions très hostiles aux progressistes en général et aux francophones en particulier mais aussi contre ses ennemis farouches, les islamistes, il figure parmi les principaux opposants au président du parlement, Rached Ghannouchi. À deux reprises, il signe avec son groupe parlementaire une motion de censure contre lui. Il soutient ensuite le président Kaïs Saïed lors de son coup de force qui initie la crise politique de 2021-2024.
En août 2024, il se présente comme candidat à l'élection présidentielle du 6 octobre.